# The Great Secret
The Great Secret er en amerikansk stumfilm fra 1917 af Christy Cabanne.

## Medvirkende
- Francis X. Bushman som William Montgomery Strong.
- Beverly Bayne som Beverly Clarke.
- Fred R. Stanton.
- Edward Connelly som Dr. Eulph.
- Tom Blake som Bull Whalen.